# Ausweis (Vereinigte Staaten)
Das offizielle Ausweiswesen wird in den Vereinigten Staaten auf bundesstaatlicher und nicht auf Bundesebene geregelt. Es gibt kein dem  Personalausweis entsprechendes Dokument. Aufgrund der gegenseitigen Anerkennung durch die US-Bundesstaaten und der fast flächendeckenden Umsetzung eines Bundesgesetzes (REAL ID Act) über das Design und den Inhalt von Identifikationsdokumenten, hat sich der Führerschein und die inhaltsgleiche State ID der US-Bundesstaaten de facto zu einem landesweit gültigen Ausweisdokument entwickelt.

## Geschichte
Da zur Zeit der amerikanischen Verfassung 1789 bei weitem die größte Anzahl an staatlichen Aufgaben von den Bundesstaaten, Countys und Kommunen übernommen wurden, war ein einheitlicher Ausweis für die gesamten USA zu dieser Zeit nicht notwendig. Mit dem Aufkommen des Automobils und seiner nachfolgenden Regulierung, wurden Führerscheine das am weitesten verbreitete Identifikationsdokument. Dies war insbesondere mit der Suburbanisierung in den Vereinigten Staaten in der Mitte des 20. Jahrhunderts und der gleichzeitig entstehenden verstärkten automobilen Nachfrage verbunden.
Wiederholt wurden in der Vergangenheit Vorschläge im Kongress eingebracht, die einen bundesweit gültigen Ausweis geschaffen hätten. Solche Vorlagen wurden aber immer von vielen als erste Stufen zum totalitären Staat kritisiert und waren damit politisch nicht tragbar.
Infolge der Anschläge am 11. September 2001 und dem Versuch, zukünftige Anschläge zu verhindern, hat der Kongress am 10. Mai 2005 den Real ID Act verabschiedet. Dieses Gesetz schafft zwar auch keinen einheitlichen Ausweis, legt aber fest, welche Standards für Führerscheine und andere von den Bundesstaaten ausgegebenen Ausweise eingehalten werden müssen.

## Geburtsurkunde

Geburtsurkunde John F. Kennedy

Die Geburtsurkunde ist das erste Identitätsdokument, das man in den USA bei der Geburt in seinem örtlichen Krankenhaus erhält. Diese Geburtsurkunde wird vom jeweiligen Bundesstaat und County, in dem die Geburt erfolgt, ausgestellt. Ihre Bedeutung ergibt sich aus dem 14. Zusatzartikel zur Verfassung der Vereinigten Staaten, nach dem die Staatsbürgerschaft an die Geburt in den USA gekoppelt ist (wobei Ausnahmen für im Ausland geborene Kinder von US-Bürgern bestehen). Die Geburtsurkunde dient damit im Regelfall als Nachweis der Staatsangehörigkeit.
Obwohl erste Registrierungen, englischen Vorbildern folgend, schon 1639 in der Massachusetts Bay Colony eingeführt wurden, bestanden sogar im Jahr 1833 nur in sechs Städten (Boston, New York, Philadelphia, Baltimore, New Orleans) tatsächlich Geburts- und Sterberegister. Ein staatliches Geburtsregister wurde zuerst durch Lemuel Shattuck 1844 in Massachusetts eingeführt und zunächst nur zögerlich von anderen Bundesstaaten aufgegriffen. Erst 1902 wurde auf Initiative des United States Census Bureau ein nationales Geburtsregister eingeführt. Bedeutung abseits statistischer Zwecke, für einzelne Bürger, erlangten diese erst in den 1930er Jahren, als zum ersten Mal für zahlreiche Bürger die Notwendigkeit bestand, nicht nur ihre Staatsangehörigkeit, sondern auch ihr Lebensalter nachzuweisen. Während des Zweiten Weltkrieges wurden zudem Gesetze gegen die Beschäftigung von Ausländern erlassen, die einen Nachweis der Staatsbürgerschaft erforderlich machten. Geburtsurkunden wurden damals nur für diese Zwecke auf besonderen Antrag ausgestellt, wobei die Anträge gebührenpflichtig waren und wegen der hohen Nachfrage oft nur verspätet bearbeitet wurden. Noch 1940 hatten abgeschätzt 55 Millionen US-Bürger keine Geburtsurkunde. Erst nach dem Krieg, im Jahr 1946, wurden mit der Gründung des National Office of Vital Statistics einheitliche Standards geschaffen. Die Geburt muss von Ärzten oder Hebammen, je nach Staat zwischen 24 Stunden und 10 Tagen nach der Geburt, bei den lokalen Behörden angezeigt werden, die die Geburtsurkunde ausstellen. Form und Inhalt der Geburtsurkunden sind bis heute nicht national standardisiert worden, wenn auch Daten routinemäßig an das National Office of Vital Statistics weitergegeben werden.

## Sozialversicherungskarte

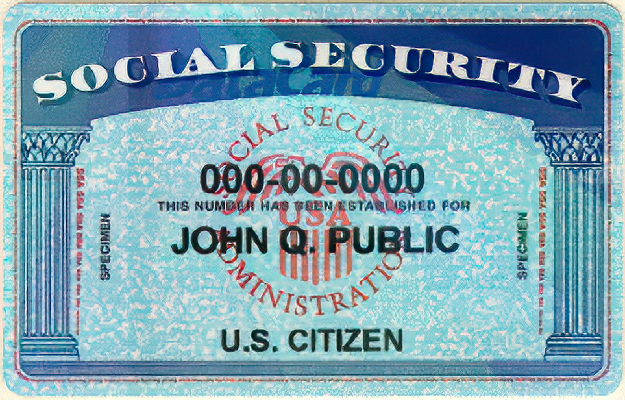
Sozialversicherungskarte

Dieses Dokument wird gewöhnlich auf Anforderung der Eltern von der Social Security Administration ausgestellt. Gewöhnlich stellen die Eltern kurz nach der Geburt einen Antrag auf Ausstellung einer Sozialversicherungskarte, weil damit auch die Vergabe einer Sozialversicherungsnummer verbunden ist. Danach können sie ihr Kind beim US-Finanzamt (IRS) als abhängiges Familienmitglied anmelden, damit es bei der nächsten Steuererklärung berücksichtigt werden kann.
Die Sozialversicherungskarte hatte ursprünglich den Zweck, Mitteilungen über Lohnzahlungen und die Berechnung damit verbundener Sozialleistungen zu vereinfachen. Nachdem der Arbeitnehmer in Rente gegangen war, konnte er dann mit diesen Daten seine Rente beantragen.
Die Sozialversicherungsnummer ist ein Beispiel für eine allmähliche Funktionsverschiebung. Auf der Grundlage einer Durchführungsbestimmung von Präsident Franklin D. Roosevelt (1942), die Sozialversicherungsnummer in allen neu angelegten Datensätzen als Primärschlüssel zu verwenden, begann das US-Finanzamt (IRS) (1961) sie für seine eigenen Zwecke zu nutzen.
In Bürgerrechtskreisen und religiösen Kreisen gab es starke Bedenken gegen die Verwendung der Sozialversicherungsnummer als nationale Identifikationsnummer. Das veranlasste die Social Security Administration, die Sozialversicherungskarten mit dem Aufdruck zu versehen: „Für Sozialversicherungszwecke – nicht zur Identifizierung“ (neue ausgegebene Karten zwischen 1946 und 1972).
Die US-amerikanische Bundesregierung hat 1974 den Privacy Act in Kraft gesetzt, der die erzwungene Verwendung der Sozialversicherungsnummer durch Regierungsbehörden verbietet. Davon ausgenommen sind lediglich Regierungsbehörden, denen ausdrücklich die Verwendung der Sozialversicherungsnummer genehmigt oder sogar vorgeschrieben ist. Der Privacy Act bezieht sich auf alle Regierungsbehörden, die versuchen, die Sozialversicherungsnummern zu sammeln. Es regelt außerdem, bei welchen Behörden man seine Sozialversicherungsnummer nennen muss. Umstritten ist der Beschluss des US-Kongresses, wonach die Verkehrszulassungsstellen (Department of Motor Vehicles) bei der Ausgabe von Führerscheinen ebenfalls Sozialversicherungsnummern ausgeben dürfen. Der Privacy Act von 1974 erstreckt sich jedoch ausschließlich auf staatliche Behörden.
Die ersten drei Ziffern der Sozialversicherungsnummer ließen bis 2011 einen Rückschluss auf den ausstellenden Bundesstaat zu. Die weiteren sechs Ziffern sind im Wesentlichen Zufallszahlen. Je Kalendertag wird ein Block aufeinanderfolgender Zahlen verwendet. Es gibt keine Prüfsummen.
Mangels eines nationalen Identitätsdokuments wurde die Sozialversicherungsnummer de facto zum nationalen Identifikationsmerkmal für Steuerzwecke und Kreditprüfungen. Wegen immer stärker zunehmender Identitätsdiebstähle in den letzten Jahren gab es verschiedene Vorschläge für ein nationales Identitätsdokument.
Viele Organisationen, Universitäten und Unternehmen benutzten früher die Sozialversicherungsnummer, um ihre Kunden oder Studenten eindeutig zu identifizieren. Sie haben sich aber der Forderung der Öffentlichkeit gebeugt, die Sozialversicherungsnummer ausschließlich für staatliche Zwecke und Kreditangelegenheiten zu verwenden. Stattdessen vergeben sie jetzt ihre eigenen Kundennummern beim Erstkontakt mit der betreffenden Person und verlangen die Angabe der Sozialversicherungsnummer nur, wenn es unbedingt notwendig ist.
Einige US-Bundesstaaten haben Gesetze erlassen, die von nichtstaatlichen Einrichtungen verlangen, dass diese nur eigene eindeutige Identitätsnummern vergeben, und die Verwendung der Sozialversicherungsnummer als Primärschlüssel ausdrücklich verbieten.

## Führerschein

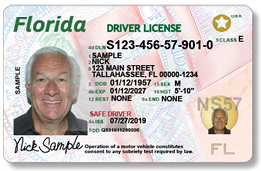
Führerschein Florida mit Real ID Zeichen (Stern in der oberen rechten Ecke)

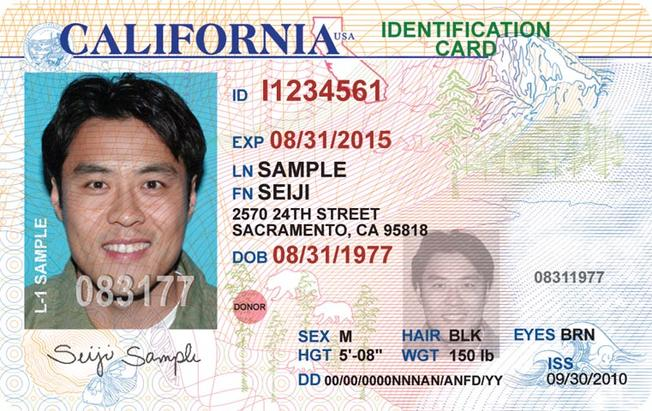
Identitätsdokument Kalifornien

In der Praxis ist der Führerschein das meistverwendete Identitätsdokument für Erwachsene in allen Bundesstaaten. Beim Führen eines Fahrzeuges muss er immer mitgeführt werden und der Polizei auf Verlangen vorgezeigt werden, solange man sich im Fahrzeug aufhält. Die Ausstellungsbehörde für Führerscheine stellt auch Nichtfahrern Identitätsdokumente mit einem Passfoto aus (State ID). Das sind insbesondere Kinder, ältere Bürger und Personen, denen der Führerschein entzogen wurde.
Es gibt keine gesetzliche Verpflichtung, den Führerschein ständig – auch bei Nichtbenutzung eines Fahrzeuges – bei sich zu tragen. Trotzdem haben die meisten erwachsenen US-Amerikaner ihren Führerschein ständig bei sich. Gemäß einer Entscheidung des Obersten Gerichts der USA können die US-Bundesstaaten festlegen, dass Personen nach Aufforderung durch die Polizei ihren Namen nennen müssen. Weiterhin ist es in einigen US-Bundesstaaten Pflicht (beispielsweise Kalifornien), nach einem Verkehrsverstoß auf Aufforderung ein Identifikationsdokument vorzulegen. Das betrifft auch Verkehrsverstöße bei der Benutzung eines Fahrrades (z. B. Fahren auf der falschen Straßenseite). Die Nichtvorlage eines Identitätsdokumentes nach Verkehrsverstößen ist ein hinreichender Grund für eine vorläufige Festnahme.
Zusätzlich gibt es zwischen den US-Bundesstaaten und verschiedenen Staaten (Kanada, Mexiko) Vereinbarungen über die gegenseitige Verfolgung von Verkehrsverstößen. Verkehrsverstöße in anderen US-Bundesstaaten oder Nachbarländern werden dabei von jenem US-Bundesstaat geahndet, der den Führerschein ausgestellt hat.
Um die Sicherheit der Führerscheine zu verbessern, vergleichen einige US-Bundesstaaten bei der Ausstellung oder Erneuerung der Führerscheine das Passfoto mit einer Foto-Datenbank, die mehrere Millionen Führerscheinpassfotos umfasst. Die Führerscheine werden auch zunehmend mit fälschungssicheren Merkmalen versehen, beispielsweise Hologramme, sichtbare und unsichtbare digitale Wasserzeichen.
Der US-Kongress erließ 2005 ein umstrittenes Gesetz (REAL ID Act), das den offiziellen Führerschein technisch gesehen in einen nationalen Identifikationsausweis (national identification card) umwandelte. Federführend bei der Schaffung eines nationalen Identifikationsausweises war das Ministerium für Innere Sicherheit, mit der Befugnis, das Design und den Inhalt aller Führerscheine der verschiedenen US-Bundesstaaten festzulegen. Das Ministerium für Innere Sicherheit verlangt, dass alle damit in Zusammenhang stehenden bundesstaatlichen Datenbanken in einer einzigen nationalen Datenbank verbunden sind. Jedoch wird dieser Führerschein weiterhin von den US-Bundesstaaten und nicht von der US-Regierung ausgestellt, da die Bundesstaaten die Regelungskompetenz dafür besitzen. Teil des Gesetzes ist, dass von US-Bundesbehörden Führerscheine, State ID und sonstige Identifikationsnachweise, die nicht ab einem bestimmten Zeitpunkt (gegenwärtig Oktober 2020) dem REAL ID Act entsprechen, nicht mehr als Identitätsnachweise anerkannt werden. Damit wären z. B. Inlandsflüge und die Beantragung eines Reisepasses mit diesen Dokumenten nicht mehr möglich. Um Nachteile für ihre Bürger zu vermeiden, haben bis auf drei Bundesstaaten alle US-Bundesstaaten den Real ID Act umgesetzt. (Stand 2019)
Der Führerschein und State ID wird von allen Bundesstaaten als gültiges Identitätsdokument gegenseitig anerkannt. Grundlage dafür ist, dass Gesetze der einzelnen US-Bundesstaaten in jedem anderen Bundesstaat anzuerkennen sind (Artikel 4 der US-Verfassung: Full Faith and Credit Clause) an. Dies in Verbindung mit der fast landesweiten Umsetzung des REAL ID Act haben den Führerschein und die State ID de facto zu einem landesweit gültigen Ausweisdokument entwickelt.
Außerhalb der Nutzung gegenüber von Behörden verlangen private Unternehmen oft die Vorlage des Führerscheines zur Identitätsprüfung, besonders bei der Nutzung von Kreditkarten oder beim Kauf von Zigaretten oder alkoholischen Getränken. Der Einzelhändler braucht sich bei Vorlage einer unterschriebenen Kreditkarte eigentlich keine Photo-ID (zum Beispiel Führerschein) vorlegen zu lassen. VISA verbietet dieses Vorgehen sogar vertraglich.
Autoversicherer verlangen regelmäßig bei Abschluss einer Fahrzeugversicherung die Nummer des Führerscheines. Die Autoversicherer haben Direktzugriff auf die Führerscheindaten und die damit verbundenen Verkehrssünderdateien, damit sie das Versicherungsrisiko einschätzen können.
Der Führerschein begann nicht als Identitätsausweis. Die ersten US-Führerscheine enthielten anfangs nur den Namen, die Führerscheinnummer und unter Umständen die Adresse. Sie sollten die Strafverfolgung problematischer Fahrer erleichtern. Bis in die späten 1930er-Jahre hinein wurde in den meisten US-Bundesstaaten der Führerschein eingeführt.
Mit der Zeit wurden zusätzliche Daten in die Führerscheine aufgenommen: Größe, Gewicht, Augenfarbe, Haarfarbe, Geschlecht, manchmal auch die Rasse. So sollte der Missbrauch der Führerscheine verhindert werden. Während fast alle Führerscheine mit einem Passbild ausgestattet sind, ist die Personenbeschreibung auf dem Führerschein ein Relikt aus den Zeiten, als die Führerscheine noch keine Passfotos hatten. Seit den frühen 1960er-Jahren begannen die ersten US-Bundesstaaten, die Führerscheine mit Farb-Passfotos zu versehen. Seit Mitte der 1980er-Jahre geben alle US-Bundesstaaten Führerscheine mit Passfotos aus – jedoch waren die Passfotos nicht in allen Bundesstaaten zwingend vorgeschrieben.
Vermont verlangt erst seit 2004, dass alle neu ausgestellten Führerscheine mit einem Passbild versehen sind. Die alten Führerscheine ohne Passbild lässt man aber weiter gelten, bis sie ablaufen. New Jersey beendete 2004 die Ausgabe von Führerscheinen ohne Passfoto. Die Führerscheine ohne Passfoto wurden bis 2008 umgetauscht.
Tennessee verlangt von älteren Personen (über 60 Jahren) kein Passfoto auf den Führerscheinen. Weiterhin erhalten Führerscheinbewerber in Tennessee, die keinen Nachweis über ihre Aufenthaltsberechtigung in den USA nachweisen können oder die sich nur mit einem Kurzzeitvisum in den USA aufhalten, einen speziellen Führerschein mit Passfoto (Certificate for Driving) mit der Aufschrift „Nicht für Identifizierungszwecke“.
Die verschiedenen US-Bundesstaaten haben unterschiedliche Vorschriften, wie in speziellen Fällen (religiöse Einwände gegen Fotos oder gegen Fotos ohne Kopfbedeckung) bei der Ausstellung von Führerscheinen ohne Passfoto zu verfahren ist.
Seit 2005 geben alle US-Bundesstaaten „digitale“ Führerscheine aus. Die digitalen Foto-Ausweise (photo card) verwenden Digitalfotos. Als Nebeneffekt lassen sich die digitalen Passfotos elektronisch archivieren. Selten weisen die Bundesstaaten den Antragsteller deutlich darauf hin. Den Strafverfolgungsbehörden sind diese Fotos uneingeschränkt und ohne zusätzliche richterliche Verfügung zugänglich. Die ungenehmigte Weitergabe der Fotos an andere Nicht-Strafverfolgungsbehörden ist aber gesetzlich verboten (Federal Driver’s Privacy Protection Act).
In den späten 1990er-Jahren gab es einen öffentlichen Aufschrei, als bekannt wurde, dass einige Bundesstaaten Führerscheinfotos und Privatanschriften an Marketing-Unternehmen und Datenbankunternehmen verkaufen.
Bekannt wurde in den USA der Mord an der 21-jährigen Schauspielerin Rebecca Schaeffer (1989, Los Angeles, Kalifornien) durch einen fanatischen Verehrer. Er verfolgte sie drei Jahre lang und gelangte schließlich über einen Privatdetektiv an ihre Privatanschrift (Honorar: 250 US$), der diese wiederum von der kalifornischen Kfz-Zulassungsbehörde hatte. Der psychisch kranke Verehrer klingelte an ihrer Haustür, wurde von ihr abgewiesen, klingelte nach einer Stunde wieder und erschoss sie an ihrer Haustür. Dieser Mordfall war mit ein Auslöser für den Driver’s Privacy Protection Act, der die Weitergabe von Personendaten durch die Kfz-Zulassungsbehörde und Führerscheinbehörde (Department of Motor Vehicles) drastisch einschränkte. Auch die amerikanischen Stalking-Gesetze wurden daraufhin verschärft.
Einige US-Bundesstaaten (u. a. Kalifornien, Texas, Hawaii, Colorado) verlangen einen Fingerabdruck für die Ausgabe des Führerscheins. In Kalifornien und Colorado wurden die Fingerabdrücke früher auf Fingerabdruckkarten archiviert. Heute werden jedoch nur noch die Daumenabdrücke genommen und elektronisch archiviert.
Georgia hat seit 1996 Daumenabdrücke für die Führerscheinausgabe gesammelt. Weil diese Praxis jedoch sehr unpopulär ist, wurde sie 2006 beendet und das bestehende Daumenabdruck-Archiv vernichtet.
Die Strafverfolgungsbehörden verwenden die Fingerabdrücke der Führerscheine nicht, da sie keine ausreichende forensische Bedeutung haben. Die Fingerabdrücke werden auch nicht zur Sicherheitsüberprüfung untereinander abgeglichen, da die Anzahl der gesammelten Fingerabdrücke noch zu gering ist.
Laut Bundesgesetz müssen von Führerscheinbewerbern für Gefahrguttransporte in allen US-Bundesstaaten Fingerabdrücke genommen werden. Diese werden jedoch nicht für die eigentliche Ausstellung des Führerscheins benötigt, sondern dienen nur der obligatorischen Sicherheitsüberprüfung durch das FBI.
In 48 Bundesstaaten ist die Kfz-Behörde (Department of Motor Vehicles) (oder eine entsprechende Behörde der US-Bundesregierung) für die Ausgabe und Verwaltung der Führerscheine und Identitätskarten zuständig. Die US-Bundesstaaten Hawaii und Kentucky haben die Führerscheinabgabe und die Kfz-Zulassung an die untergeordnete lokale County-Verwaltung delegiert.

## Reisepass

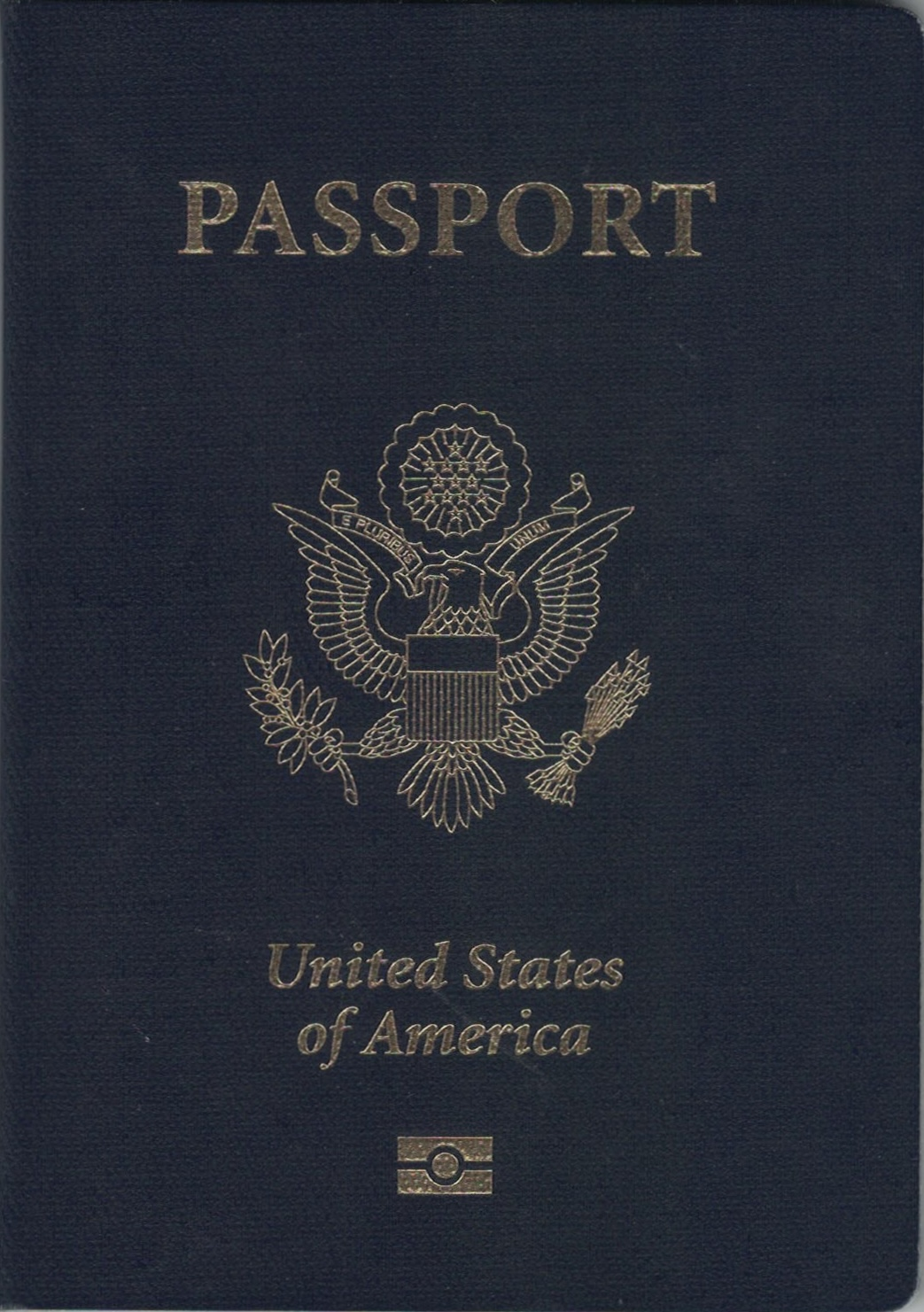
US Reisepass

Amerikanische Pässe werden vom US-Außenministerium ausgestellt. Üblicherweise werden Passanträge mit der Post (US Postal Service Office) gesandt oder können bei den örtlichen Verwaltungsbüros abgeholt werden.
Für die Wiedereinreise aus dem nahen Ausland (Kanada, Mexiko, Bermuda, karibische und zentralamerikanische Staaten) wurde bis 2005 kein Pass benötigt (Ausnahme ist die Einreise auf dem Luftweg). Nach dem 30. Juni 2009 wird grundsätzlich ein Pass bei der Wiedereinreise benötigt, deshalb wurde als einfaches Dokument die Passport Card geschaffen.

## Passport Card

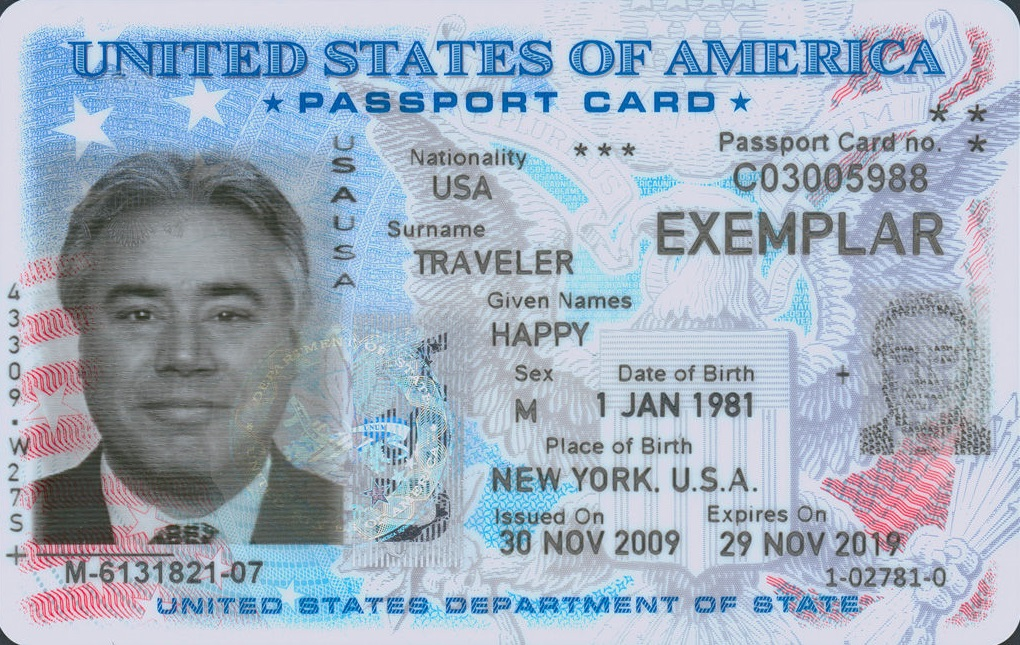
Passport Card

Seit 2008 gibt es neben dem Reisepass auch die Passport Card im Scheckkartenformat. Die Karte gilt für US-Behörden als vollwertiger Pass und wird vom Außenministerium ausgestellt und kann von US-Staatsangehörigen für Reisen auf dem Land- und Seeweg innerhalb von Nordamerika und der Karibik sowie bei Inlandsflügen verwendet werden. Im Gegensatz zu Führerschein, State ID und Sozialversicherungsausweis bescheinigt die Passport Card oder der Pass den Besitz der US-Staatsbürgerschaft.

## Andere Spezialkarten

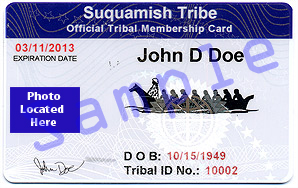
Mitgliedskarte Indianerstamm

Der durchschnittliche Amerikaner führt mangels einer landesweiten Identity Card eine Vielzahl weiterer Ausweise bei sich.
Beispiele:
- Kreditkarten und Scheckkarten
- Organisationseigene Identifikationskarten (Unternehmen, Universität, Schule)
- Berufsausweise (berufsständische Vertretung)
- Haftpflichtversicherungsnachweis (bei Autofahrern)
- Gesundheitsversicherungskarte (von einer privaten Krankenversicherung, Medicare oder einer staatlichen Krankenversicherung)
- Bibliotheksausweis
- Mitgliedsausweis in privaten Klubs oder Vereinen (sozial, Sport, Bildung, Studentenverbindung)
- Mitgliederkarten privater Unternehmen (Bonuskarten, Klubkarten – z. B. Supermarkt oder Kaufhaus)
- Mitgliederausweis von Berufsorganisationen
- Mitgliederausweis von privaten Vereinigungen
- Zutrittsausweise von privaten oder behördlichen Stellen (Presseausweis, Bühnenausweis)

## ID-Tag
Beim Betreten vieler amerikanischer Unternehmen oder Sicherheitsbehörden müssen alle Mitarbeiter ein deutlich sichtbares Namensschild, einen ID-Tag (oft mit Lichtbild), tragen. Auch für Besucher wird beim Betreten des Gebäudes oder der Anlage ein ID-Tag angefertigt.

## Nachweise
1. ↑  Vital Records Documents Issued in the United States. USA.gov, an official website of the United States government abgerufen am 30. März 2017.
2. ↑  Alice M. Hetzel: U.S. vital statistics system : major activities and developments, 1950-95. U.S Department of Health and Human Services, National Center for Health Statistics, DHHS Publication 97-1003. download
3. ↑  Code of Federal Regulation - 6 CFR Part 37
4. ↑  Transportation Security Administration: Identification, abgerufen am 31. August 2019
5. ↑  Department of Homeland Security: REAL ID, abgerufen am 27. August 2018.
6. ↑  US-Außenministerium: Passport Card, abgerufen am 27. August 2017